# 相信明天…
『從這個地方…』是日本的創作歌手・川嶋愛於路上時代為親手販賣製作的第5張迷你專輯。

## 概要
距前作「有如在雪地綻放的花…」約兩個月後發售的專輯。是在全部六枚迷你專輯當中，唯一有在一般販賣的作品。
收錄了之後推出的單曲「12個的季節～第4個春天～」的原曲「twelve seasons」等歌曲。

## 收錄曲
※全曲目的作詞・作曲皆為川嶋愛。
1. 香格里拉（シャングリラ）
2. 夢之門（夢の扉）
3. Ark
4. 等不及夏天（夏を待ちわびて）
5. twelve seasons
川嶋愛本人的畢業歌曲。「12個的季節～第4個春天～」的原曲。在當時是街頭演唱時人氣最高的歌曲。